# Celestino Fernández Ortiz
Celestino Fernández Ortiz (Benacazón, 28 de enero de 1919-Sevilla, 27 de marzo de 2006) fue un periodista, abogado y escritor español.

## Biografía
Ardiente militante falangista y «camisa vieja», tras el estallido de la Guerra civil entró a formar parte de la Jefatura provincial de Propaganda en Sevilla. Poco después de finalizar la contienda fue destiado a Almería, donde fue nombrado Subjefe provincial del «Movimiento» y Delegado provincial de prensa y propaganda. En esta época desempeñó el puesto de redactor en el diario Yugo, órgano oficial de FET y de las JONS en la provincia. Posteriormente realizó estudios de derecho en la Universidad de Granada, licenciándose en 1943. Durante su etapa granadina colaboró con el diario Patria como editorialista, y dirigió la revista Norma del SEU de Granada entre 1943 y 1944.
Regresaría a la capital hispalense, donde tuvo una intensa actividad periodística. A mediados de la década de 1950 fue nombrado jefe de Radio Nacional de España en Sevilla, cargo que desempeñó durante varios años. Llegó a dirigir los diarios Sevilla y Suroeste, todos ellos pertenecientes a la Cadena de Prensa del Movimiento. Durante muchos años fue subdirector del diario Sevilla. Posteriormente, también llegó a dirigir la Hoja del Lunes sevillana, y ostentaría el cargo de presidente de la Asociación de la Prensa de Sevilla. Durante algún tiempo también fue concejal del Ayuntamiento de Sevilla, llegando a desempeñar varios cargos municipales.